# 71 Bateria Motorowa Artylerii Przeciwlotniczej
Bateria Motorowa Artylerii Przeciwlotniczej Typu A nr 71 – pododdział artylerii przeciwlotniczej Wojska Polskiego II RP.
Bateria nie występowała w organizacji pokojowej wojska. Została sformowana, zgodnie z planem mobilizacyjnym „W”, w sierpniu 1939, w mobilizacji alarmowej, w grupie jednostek oznaczonych kolorem czarnym. Jednostką mobilizującą był 6 Dywizjon Artylerii Przeciwlotniczej we Lwowie. Bateria była organiczną jednostką artylerii przeciwlotniczej 10 Brygady Kawalerii. Pododdział uzbrojony był w cztery 40 mm armaty przeciwlotnicze wz. 1936.
W kampanii wrześniowej bateria walczyła do 17 września 1939 w składzie 10 Brygady Kawalerii, a następnie została internowana na Węgrzech. Bateria zestrzeliła dwa samoloty Luftwaffe.
Organizacja i obsada personalna baterii
- dowódca – por. Roman Zwil
- oficer zwiadowczy – ppor. Aleksander Jarzęcki
- dowódca 1 plutonu – ppor. rez. Tadeusz Stanisław Sas-Kropiwnicki
- dowódca 2 plutonu – ppor. rez. Eugeniusz Stanisław Kochańczyk
- dowódca 3 plutonu – ppor. rez. Zbigniew Walerian Sługocki
- dowódca 4 plutonu – plut. pchor. rez. Henryk Polański
- szef baterii – st. ogn. Józef Klimek